# Fathom (película)
Fathom (conocida en español como Guapa, intrépida y espía en España y La espía que cayó del cielo en Hispanoamérica) es una película de comedia y espionaje británica-estadounidense de 1967 dirigida por Leslie H. Martinson y protagonizada por Raquel Welch y Anthony Franciosa.
La película trata sobre Fathom Harvill (Welch), una paracaidista que recorre Europa con un equipo de paracaidistas de los Estados Unidos, que se ve envuelta en una competencia mortal entre fuerzas en competencia. La película se basó en la segunda novela Fathom de Larry Forrester, Fathom Heavensent, entonces en etapa de borrador pero nunca publicada. La primera fue A Girl Called Fathom de 1967.
Esta fue una de las tres películas de 1967 de 20th Century Fox sobre espías, las otras fueron Caprice protagonizada por Doris Day y Come Spy with Me protagonizada por Andrea Dromm.
El guionista Lorenzo Semple Jr. dijo: «Podría haber sido muy buena. Es tan confusa. ¡La vi un par de veces y realmente no sabía lo que iba a pasar! ¡No sabía quién lo había hecho o qué habían hecho!».

## Argumento
Fathom Harvill, una paracaidista, está en España con un equipo estadounidense de paracaidistas. Ella acepta que un hombre llamado Timothy la lleve y la lleva a ver a Douglas Campbell, quien la convence de que él es un agente británico que trabaja para la OTAN y quiere que Fathom lo ayude a encontrar un mecanismo de activación para un arma nuclear que ha desaparecido en el Mediterráneo. Él le dice que el dispositivo está escondido dentro de una antigua estatuilla china conocida como el Dragón de Fuego. Siguiendo el plan de Campbell, Fathom se lanza en paracaídas a la villa de un hombre, Peter Merriwether, que tiene una asistente china, Jo-May Soon, y también está buscando la estatuilla, pero encuentra un cadáver y Merriwether la atrapa y la acusa del asesinato.
Fathom finalmente convence a Merriwether de que es inocente, y él le dice que la historia del arma nuclear fue una artimaña y que el dragón de fuego fue robado de un museo del Lejano Oriente por un desertor de la guerra de Corea que ahora está siendo rastreado por Merriwether, quien es un investigador privado, y dice que Campbell es el desertor. También en la búsqueda de la estatuilla está un hombre armenio llamado Serapkin que es un rico coleccionista privado y la quiere para él.
Después de defenderse de un ataque con un cuchillo y otro con un arpón, Fathom encuentra la estatuilla en su estuche de maquillaje. Campbell ahora la convence de que él es el confiable y Merriwether el desertor, y Fathom aborda un avión con él y Timothy, pero rápidamente intentan arrojarla con un paracaídas defectuoso. Merriwether los alcanza en otro avión y los dos pilotos tienen un duelo en el aire, tratando de empujar al otro hacia el mar. Merriwether logra matar a Campbell a tiros y cuando Timothy saca un arma, Fathom pelea con él por ella, lo que hace que Timothy caiga del avión. Ahora revelado como el chico bueno, Merriwether, con la influencia del pasaporte de Fathom que tiene, la persuade, después de que ella pasa por la villa y arroja el Dragón de Fuego a Jo-May Soon para devolverlo a China, para reunirse con él más tarde en un bar.

## Reparto
- Raquel Welch como Fathom Harvill.
- Anthony Franciosa como Peter Merriwether.
- Ronald Fraser como el coronel Douglas Campbell, jefe de HADES.
- Richard Briers como el teniente de vuelo Timothy Webb.
- Greta Chi como mayor Jo-May Soon (Servicio Secreto Chino).
- Tom Adams como Mike, propietario de Casa Miguel.
- Elizabeth Ercy como Ulla.
- Ann Lancaster como la Sra. Trivers.
- Tutte Lemkow como Mehmed, el sirviente de Serapkin.
- Reg Lye como el Sr. Trivers.
- Clive Revill como Serguéi Serapkin.

## Producción

### Desarrollo
La película fue realizada por 20th Century Fox para sacar provecho del éxito de la tira de cómic Modesty Blaise y de su adaptación cinematográfica. Fue escrita por Lorenzo Semple Jr. y dirigida por Leslie Martinson, quien acababa de hacer la película del programa de televisión Batman. Semple dice que el estudio se sintió atraído por el hecho de que él y Martinson habían hecho Batman de manera tan rápida y económica.
Semple dijo: «Fox compró una novela llamada Fathom, sobre una niña grande y alta. La llamaban Fathom porque medía seis pies de altura. Pensaron que sería su Modesty Blaise».
Semple escribió el guion en la antigua casa de Boris Karloff. Escribió las primeras veinte páginas «inventando sobre la marcha... Hice cada página emocionante».
Semple dice que envió las primeras veinte páginas a Fox y que a David Brown y Richard Zanuck les gustó. Se lo dieron a John Koch, a quien querían como productor. Koch insistió en escribir el guion con Semple línea por línea.
El papel principal le fue dado a Raquel Welch. Welch era una actriz contratada de 20th Century Fox que saltó a la fama con Fantastic Voyage y One Million Years B.C.. Esto inspiró a Fox a darle su primer papel protagonista.
Semple recordó «La película Modesty Blaise salió y fue un fracaso espectacular. Así que eso enfrió todo el proyecto, se quedaron con el fardo de él».

### Rodaje
El rodaje comenzó en septiembre de 1966. Se rodó en Cártama, Mijas, Málaga, Torremolinos, Nerja, en Andalucía, España y en los Estudios Shepperton, en Shepperton, Surrey, Inglaterra. Semple dice que Welch y Martinson tuvieron una pelea el primer día de filmación y nunca hablaron durante el resto del rodaje.
Semple también dijo que «[Francisco] Franco todavía estaba al mando en ese momento, había muchas cosas en el guion que no les gustaban, por lo que gran parte del guión se desechó los primeros días de rodaje».
El director de la segunda unidad, Peter Medak, dijo más tarde sobre trabajar con Welch:
Ella era en ese momento bastante inexperta, exactamente como una de esas majorettes de tambores estadounidenses. Pero se esforzó mucho y fue a ver los pietajes todos los días, mejorando gradualmente. ¿Quién es esta estúpida? la gente solía decir. Pero yo dije: 'Espera. Apuesto a que lo logró. Me gustaba mucho porque era una persona tan genuina. Y además tenía un cuerpo hermoso, que siempre ayuda.
«Jugué a ser una muñeca Barbie inflada», dijo Welch más tarde. «Nunca he aparecido completamente desnuda, pero no condeno a las personas que lo hacen».
Poco después de que terminara la filmación, Welch anunció que se casaría con su mánager, Patrick Curtis.

### Música
Toda la banda sonora de la película fue compuesta por John Dankworth. Una banda sonora oficial fue lanzada en 1967 en los Estados Unidos por 20th Century Fox Records y Stateside Records en el Reino Unido en un vinilo de 11 pistas. Fue reeditado en CD por Harkit Records como doce pistas en 2009.

## Lanzamiento
La película se estrenó en los Estados Unidos el 9 de agosto y en el Reino Unido el 1 de octubre de 1967. La versión de estreno en cines del Reino Unido fue editada por la British Board of Film Classification, otorgando una calificación U (Universal) de apto para todo público.

## Recepción

### Taquilla
Según los registros de Fox, la película necesitaba recaudar $ 3 875 000 en alquileres para cubrir gastos y ganó $ 3 295 000, lo que significa que tuvo pérdidas. Semple dice que «estaba destinada a ser una serie, pero [la idea] fue eliminada». 

### Respuesta crítica
El crítico de cine de Los Angeles Times dijo que «cada nueva película de Raquel Welch trae una prueba más de que cuando María Montez murió no rompieron el molde. Al igual que María, Raquel no sabe actuar ni aquí ni allá, pero ambas damas parecen haber nacido para ser fotografiadas...», describiendo a la película como «la más cursi de las películas de espías». Por otro lado, The New York Times la calificó de «muy divertida» y dijo: «En algún lugar entre su desafortunada llegada en la nueva versión de One Million Years B.C. y esta nueva película... la Srta. Welch ha aprendido a actuar».